# 超級機器人大戰D
《超級機械人大戰D》為萬普發行的回合制戰略RPG。簡稱「機戰D」「SRWD」。

## 概要
本作是超級機械人大戰系列中，第4款登陸在Game Boy Advance的作品。

全38話。路線的分支選項較小，原因是大部份的關卡是由前後篇組成，因此實際上的關卡數量比看上去的為多。連同序章和所有分支路線的話共有54關。
標題中的「D」是取「Destiny（「命運」的意思）」的頭一個字母。宣傳詞為「地球消滅」。
本作的最大特徽，就是參戰的作品與原著有明顯的分別。《真蓋特機器人 世界最後之日》會作為本作劇情的主線，因此開始的劇情有被忠實地重現。及後以其衰落的世界觀影響著本作的劇情發展。
原著中的敵對人員在本作都能成為我方的隊員。

## 簡介
由早乙女博士引起的事件，世界荒廢了13年後……
菲力歐·拉德克里夫博士和他的兒子－約修、女兒－莉姆兄妹，還有研究員們一起到南極的古代遺跡「神話之門」調查，發現了遺跡最深處的次元之扉有來自異次元的侵略者「破滅（Ruina）」出現。地球則被神秘的黑色力場籠罩著，處於斷絕狀態。
同時間在宇宙，新吉翁的阿古捷斯地球落下作戰正在進行中，發現地球如同「消滅」了一樣。為了收拾這混亂的事態，新自護的馬沙·亞斯洛布、OZ的特列斯·克休里納達與蕾蒂·安、超時空要塞7艦隊的米利安斯特朗·麥克斯、神聖軍事同盟的神隼人結成同盟。

## 參戰作品

### 一覽
★標誌為系列作初參戰作品
- ★無限地帶23（メガゾーン23）
- ★The Big O（THE ビッグオー）
- 機動戰士Z GUNDAM（機動戦士Ζガンダム）
- 機動戰士GUNDAM ZZ（機動戦士ガンダムΖΖ）
- 機動戰士GUNDAM 逆襲的夏亞（機動戦士ガンダム 逆襲のシャア）
- 機動戰士V GUNDAM（機動戦士Vガンダム）
- 新機動戰記GUNDAM W（新機動戦記ガンダムW）
- 無敵鐵金剛（マジンガーZ）
- 金剛大魔神（グレートマジンガー）
- 金剛戰神（UFOロボ グレンダイザー）
- ★真蓋特機器人 世界最後之日（真(チェンジ!!)ゲッターロボ 世界最後の日）
- ★巨獸王（未来ロボ ダルタニアス）
- 六神合体（六神合体ゴッドマーズ）
- ★超時空要塞7（マクロス7）
- 萬普原創（バンプレストオリジナル）

### 解說
首次登場的作品有《真蓋特機器人 世界最後之日》、《超時空要塞7》、《巨獸王》、《無限地帶23》、《The Big O》。另外OVA《六神合体 十七歲的傳說》中登場的OVA版雷霆王亦有參戰。
《無限地帶23》在劇情方面會由《無限地帶23 PART II 告訴我你的秘密》（メガゾーン23 PART II 秘密く・だ・さ・い）為主線，但人設方面就以PART I為準。
一部份的駕駛員樣貌作畫與《A》《R》相同，但有cut-in scene的駕駛員數目就比前作大幅增加。另外，本作設定中已死亡、《機動戰士GUNDAM》的娜娜·絲（ララァ・スン）、《機動戰士Z GUNDAM》的科·姆拉沙美（フォウ・ムラサメ）、《機動戰士GUNDAM ZZ》的艾露比·波蕾（エルピー・プル）、波蕾二世（プルツー）會在《機動戰士GUNDAM 逆襲的夏亞》的阿寶·尼爾、馬沙·亞斯洛布、《機動戰士Z GUNDAM》的嘉美尤·維達、《機動戰士GUNDAM ZZ》的傑特·亞希達使用特定機體的武器以戰鬥動畫登場。

### 封面登場機體
- LM314V23/24 V2GUNDAM突擊暴風型（機動戰士VGUNDAM）
- 空之騎士（萬普原創）
- 格蘭度（無限地帶23）
- 蓋特1（真蓋特機器人 世界最後之日）
- 雷霆王（六神合体）
- 達特紐斯（巨獸王）
- Big O（The Big O）
- VF-19改 熱氣巴薩拉專用機（超時空要塞7）

## 原創角色
本作有男主角或女主角可選，沒被選的一方會成為同伴。機體方面，超級系與真實系機體合起來共有4機可選，同伴只會選與主角同一系的機體。另外所有角色的聲優均為OG版本登場。
約書亞·拉德克里夫（聲優：中村悠一）
男主角，18歲，通稱約修。於南極進行謎之遺跡研究的失落科技研究隊的菲力歐·拉德克里夫的兒子。克莉安娜·莉姆斯卡亞的義兄。雖然給人的感覺並不討喜，但擁有冷靜的性格，以及感情激昂的一面。
克莉安娜·莉姆斯卡亞（聲優：桑島法子）
女主角，17歲，通稱莉姆。約書亞·拉德克里夫的義妹。莉姆的身體內共存著兩個靈魂，分別是內放沉穩的克莉絲，以及強勢不留情理的莉亞娜。兩個靈魂都知道對方的性格。由於解釋起來很麻煩，所以對外宣稱是多重人格。此外不知道這具身體原本屬於哪一種人格，莉姆對自己的記憶也模糊不清。《OG》系列則改為由於長時間進行「共鳴系統」實驗，讓她的人格分裂成兩位。

### 主角機
真實系
空之騎士（Aile Chevalier）
由失落科技研究隊所開發的人形機動兵器。本來只是探査用的機體，後來才修改成戰鬥用。重視近距離戰的機體，裝備了能進行劍擊與射擊的「零式劍」。藉由腳部裝備的「重力浮板」，可進行高速移動。搭載了從南極遭跡所發的動力源「玄奧引擎」與人機介面「共鳴系統」。
白雪公主（Blanche Neige）
由失落科技研究隊所開發的人形機動兵器。本來只是探査用的機體，後來才修改成戰鬥用。重視空中戰及射擊戰的機體。除了雙腕內藏的向量雷射槍、強力破壞砲以外，可藉由大型戰鬥機兼武裝貨艙載具「新藝術號」來發射武器（矮人系列），將雙腕換裝。與空之騎士相同，搭載了「玄奧引擎」與「共鳴系統」。另外，白雪公主可與新藝術號聯結來進行戰鬥。不只提升了攻撃力，也能提升航行距離及機動性。
超級系
迦納多（Ganador）
斯特蕾嘉（Strega）

## 工作人員
製作人
菊池博
寺田貴信
じっぱひとからげ
導演
赤羽仁
方案
鏡俊也
原創角色設計
鈴木幸江
原創機器設計
大輪充
藤井大誠

## 註解
1. ↑  《機動戰士GUNDAM 逆襲的夏亞》的夏亞、《新機動戰記GUNDAM W》的特列斯、米利亞爾特、《機動戰士Z GUNDAM》的哈曼、《機動戰士V GUNDAM》的卡迪珍娜和庫羅諾克都能成為主角的同伴。
2. ↑  和原作不同，阿寶和布萊特是被新自護監禁，所以隆巴納艦隊並沒有參加作戰
3. ↑  由失落科技研究隊所復原，在南極遺跡發現

## 外部連結
- 超級機械人大戰D